# Saxifraga sempervivum
Saxifraga sempervivum är en stenbräckeväxtart som beskrevs av C. Koch. Saxifraga sempervivum ingår i Bräckesläktet som ingår i familjen stenbräckeväxter. Inga underarter finns listade i Catalogue of Life.

## Bildgalleri

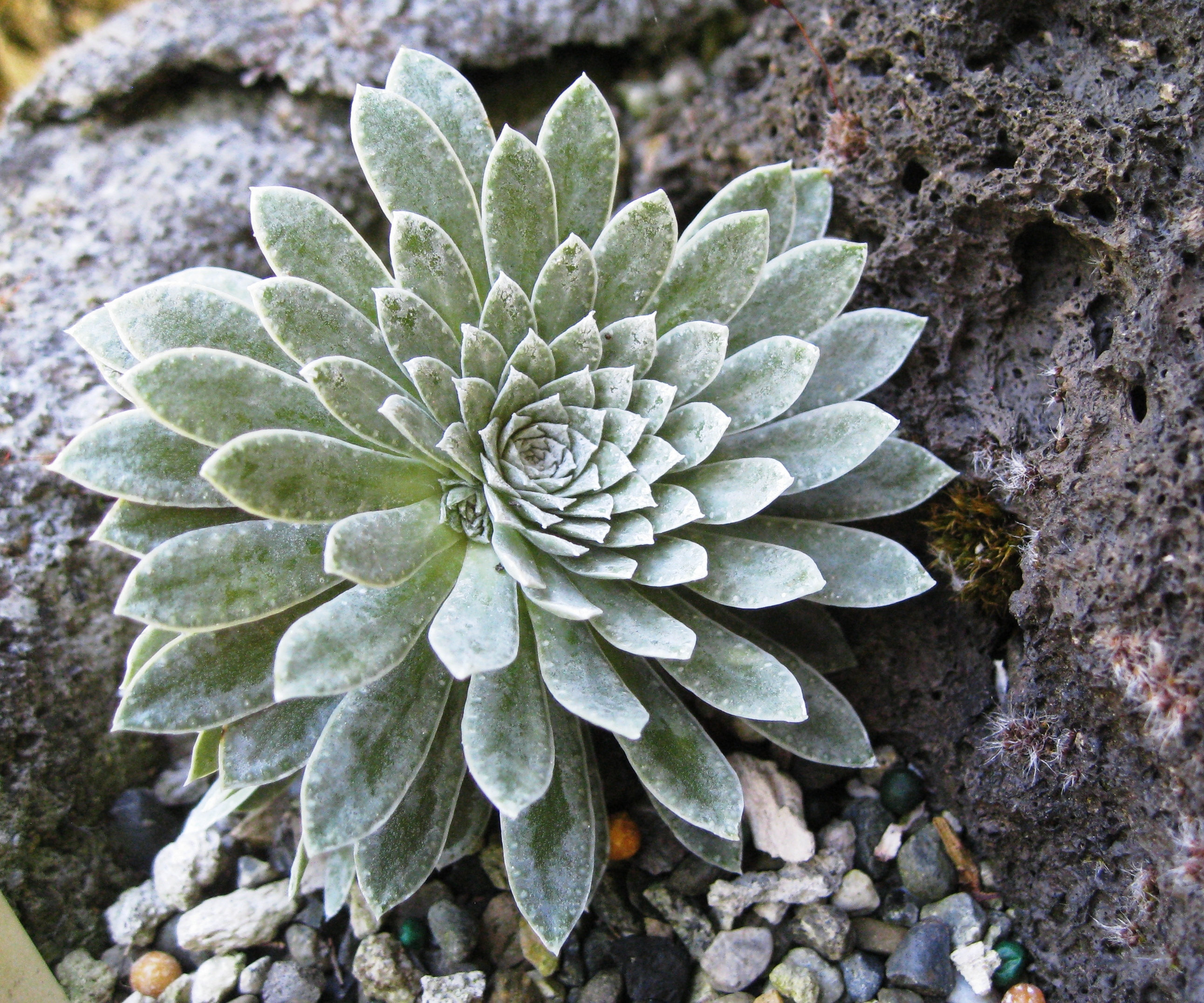
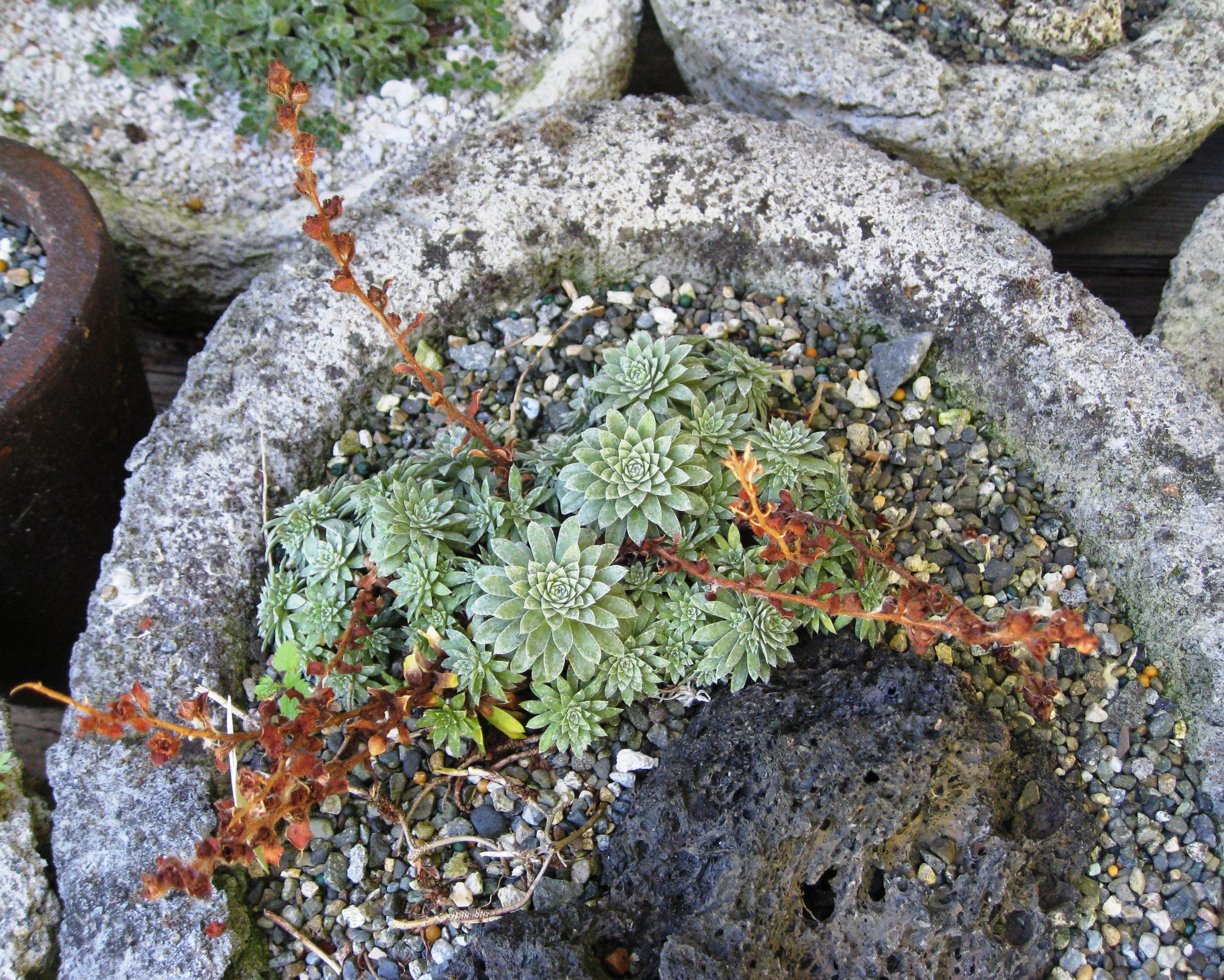
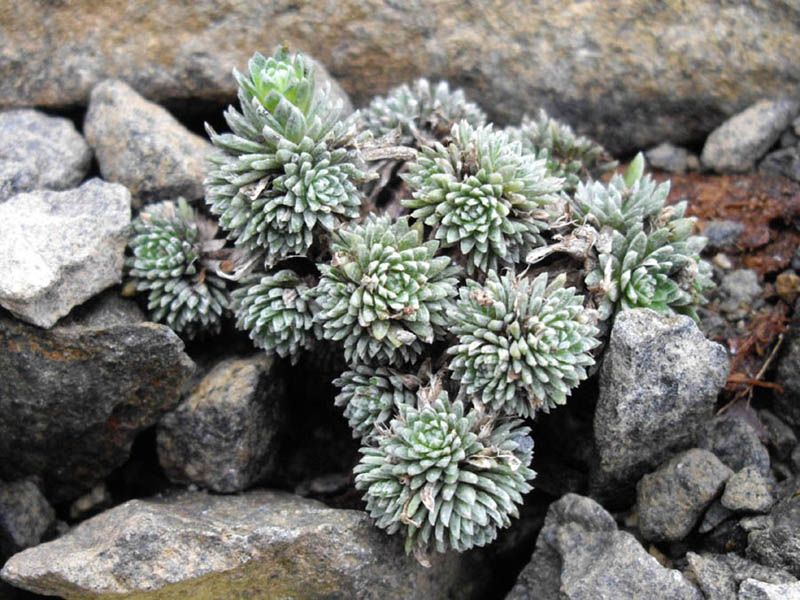
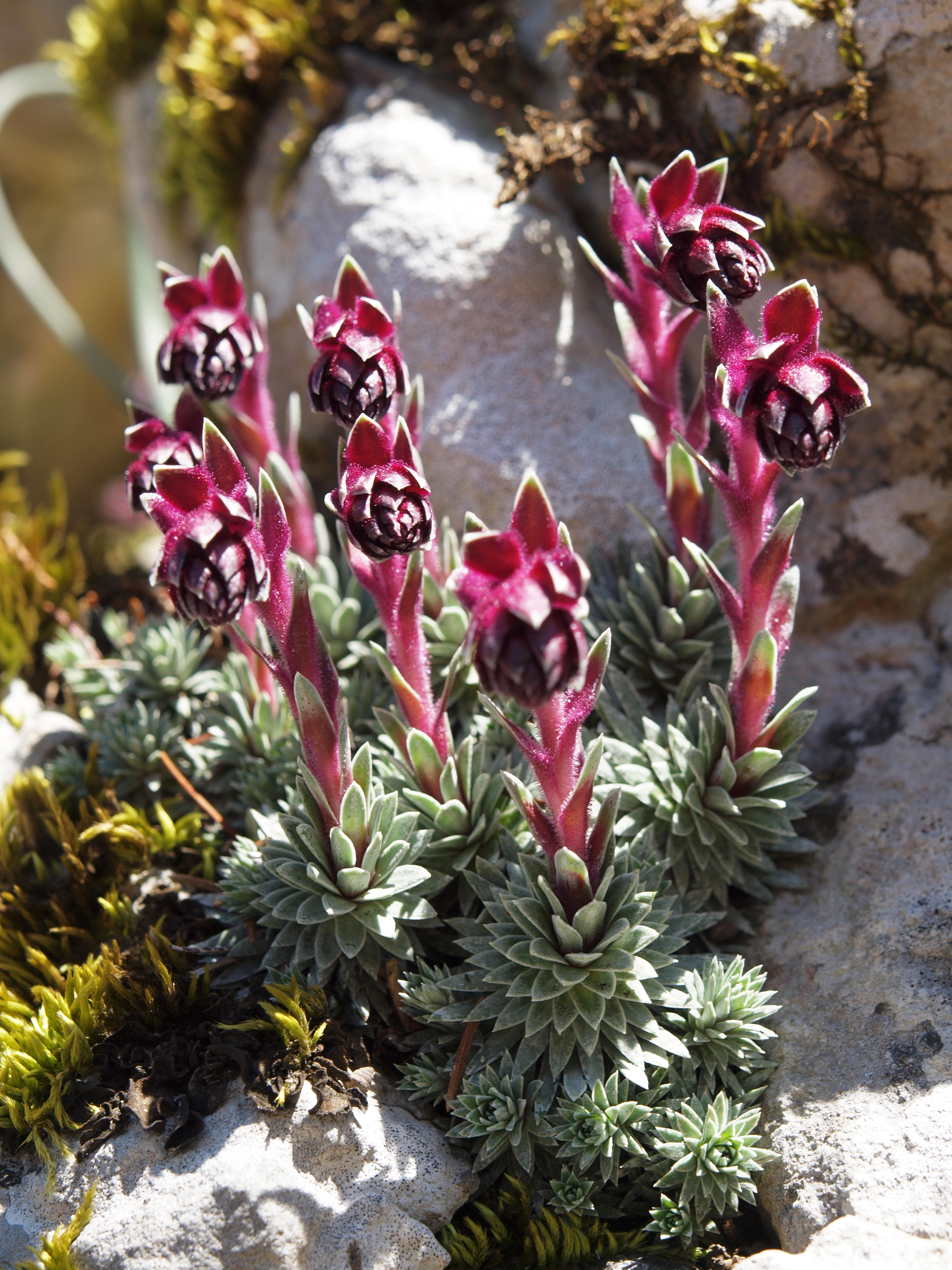